# Road America 500 2003
Navigation
Édition précédente Édition suivante
Le Road America 500 2003 (Road America 500 Presented by The Chicago Tribune), disputé sur le 24 août 2003 sur le circuit de Road America est la sixième manche de l'American Le Mans Series 2003.

## Course

### Classement de la course
Classement final de la course (vainqueurs de catégorie en gras),,:
| Pos.   | Catégorie | N° | Écurie                                      | Pilotes                                       | Châssis                     | Pneus | Tours/Abandon |
| Pos.   | Catégorie | N° | Écurie                                      | Pilotes                                       | Moteur                      | Pneus | Tours/Abandon |
| ------ | --------- | -- | ------------------------------------------- | --------------------------------------------- | --------------------------- | ----- | ------------- |
| 1      | LMP900    | 38 | ADT Champion Racing                         | Johnny Herbert JJ Lehto                       | Audi R8                     | M     | 79            |
| 1      | LMP900    | 38 | ADT Champion Racing                         | Johnny Herbert JJ Lehto                       | Audi 3.6L Turbo V8          | M     | 79            |
| 2      | LMP675    | 20 | Dyson Racing                                | Chris Dyson Andy Wallace                      | MG-Lola EX257               | G     | 78            |
| 2      | LMP675    | 20 | Dyson Racing                                | Chris Dyson Andy Wallace                      | MG (AER) XP20 2.0L Turbo I4 | G     | 78            |
| 3      | LMP900    | 10 | JML Team Panoz                              | Olivier Beretta David Saelens                 | Panoz LMP01 Evo             | M     | 78            |
| 3      | LMP900    | 10 | JML Team Panoz                              | Olivier Beretta David Saelens                 | Élan 6L8 6.0L V8            | M     | 78            |
| 4      | GTS       | 80 | Prodrive                                    | David Brabham Jan Magnussen                   | Ferrari 550-GTS Maranello   | M     | 75            |
| 4      | GTS       | 80 | Prodrive                                    | David Brabham Jan Magnussen                   | Ferrari 5.9L V12            | M     | 75            |
| 5      | GTS       | 3  | Corvette Racing                             | Ron Fellows Johnny O'Connell                  | Chevrolet Corvette C5-R     | G     | 75            |
| 5      | GTS       | 3  | Corvette Racing                             | Ron Fellows Johnny O'Connell                  | Chevrolet 7.0L V8           | G     | 75            |
| 6      | GTS       | 88 | Prodrive                                    | Tomáš Enge Peter Kox                          | Ferrari 550-GTS Maranello   | M     | 74            |
| 6      | GTS       | 88 | Prodrive                                    | Tomáš Enge Peter Kox                          | Ferrari 5.9L V12            | M     | 74            |
| 7      | LMP900    | 1  | Infineon Team Joest                         | Marco Werner Frank Biela                      | Audi R8                     | M     | 73            |
| 7      | LMP900    | 1  | Infineon Team Joest                         | Marco Werner Frank Biela                      | Audi 3.6L Turbo V8          | M     | 73            |
| 8      | GTS       | 0  | Team Olive Garden                           | Emanuele Naspetti Mimmo Schiattarella         | Ferrari 550 Maranello       | P     | 73            |
| 8      | GTS       | 0  | Team Olive Garden                           | Emanuele Naspetti Mimmo Schiattarella         | Ferrari 6.0L V12            | P     | 73            |
| 9      | GTS       | 4  | Corvette Racing                             | Kelly Collins Oliver Gavin                    | Chevrolet Corvette C5-R     | G     | 73            |
| 9      | GTS       | 4  | Corvette Racing                             | Kelly Collins Oliver Gavin                    | Chevrolet 7.0L V8           | G     | 73            |
| 10     | LMP900    | 11 | JML Team Panoz                              | Benjamin Leuenberger Gunnar Jeannette         | Panoz LMP01 Evo             | M     | 73            |
| 10     | LMP900    | 11 | JML Team Panoz                              | Benjamin Leuenberger Gunnar Jeannette         | Élan 6L8 6.0L V8            | M     | 73            |
| 11     | GTS       | 2  | Konrad Motorsport                           | Franz Konrad Wolfgang Kaufmann                | Saleen S7-R                 | D     | 73            |
| 11     | GTS       | 2  | Konrad Motorsport                           | Franz Konrad Wolfgang Kaufmann                | Ford 7.0L V8                | D     | 73            |
| 12     | LMP900    | 30 | Intersport Racing                           | Clint Field Rick Sutherland                   | Riley & Scott Mk III C      | D     | 72            |
| 12     | LMP900    | 30 | Intersport Racing                           | Clint Field Rick Sutherland                   | Élan 6L8 6.0L V8            | D     | 72            |
| 13     | GT        | 31 | Petersen Motorsports White Lightning Racing | Craig Stanton Johnny Mowlem                   | Porsche 911 GT3-RS          | M     | 72            |
| 13     | GT        | 31 | Petersen Motorsports White Lightning Racing | Craig Stanton Johnny Mowlem                   | Porsche 3.6L Flat-6         | M     | 72            |
| 14     | LMP900    | 12 | American Spirit Racing                      | Michael Lewis Tomy Drissi                     | Riley & Scott Mk III C      | D     | 72            |
| 14     | LMP900    | 12 | American Spirit Racing                      | Michael Lewis Tomy Drissi                     | Lincoln (Élan) 5.0L V8      | D     | 72            |
| 15     | GT        | 66 | The Racer's Group                           | Kevin Buckler Cort Wagner                     | Porsche 911 GT3-RS          | M     | 71            |
| 15     | GT        | 66 | The Racer's Group                           | Kevin Buckler Cort Wagner                     | Porsche 3.6L Flat-6         | M     | 71            |
| 16     | GT        | 33 | ZIP Racing                                  | Andy Lally Spencer Pumpelly                   | Porsche 911 GT3-RS          | D     | 71            |
| 16     | GT        | 33 | ZIP Racing                                  | Andy Lally Spencer Pumpelly                   | Porsche 3.6L Flat-6         | D     | 71            |
| 17     | GT        | 23 | Alex Job Racing                             | Lucas Luhr Sascha Maassen                     | Porsche 911 GT3-RS          | M     | 71            |
| 17     | GT        | 23 | Alex Job Racing                             | Lucas Luhr Sascha Maassen                     | Porsche 3.6L Flat-6         | M     | 71            |
| 18     | GT        | 67 | The Racer's Group                           | Michael Schrom Pierre Ehret                   | Porsche 911 GT3-RS          | M     | 70            |
| 18     | GT        | 67 | The Racer's Group                           | Michael Schrom Pierre Ehret                   | Porsche 3.6L Flat-6         | M     | 70            |
| 19     | GT        | 52 | Seikel Motorsport                           | Philip Collin John Lloyd                      | Porsche 911 GT3-RS          | Y     | 70            |
| 19     | GT        | 52 | Seikel Motorsport                           | Philip Collin John Lloyd                      | Porsche 3.6L Flat-6         | Y     | 70            |
| 20     | GT        | 68 | The Racer's Group                           | Marc Bunting Chris Gleason                    | Porsche 911 GT3-RS          | M     | 70            |
| 20     | GT        | 68 | The Racer's Group                           | Marc Bunting Chris Gleason                    | Porsche 3.6L Flat-6         | M     | 70            |
| 21     | GT        | 63 | ACEMCO Motorsports                          | Terry Borcheller Shane Lewis                  | Ferrari 360 Modena GTC      | Y     | 69            |
| 21     | GT        | 63 | ACEMCO Motorsports                          | Terry Borcheller Shane Lewis                  | Ferrari 3.6L V8             | Y     | 69            |
| 22     | GT        | 79 | J3 Racing                                   | David Murry Justin Jackson                    | Porsche 911 GT3-RS          | M     | 69            |
| 22     | GT        | 79 | J3 Racing                                   | David Murry Justin Jackson                    | Porsche 3.6L Flat-6         | M     | 69            |
| 23     | GT        | 61 | P.K. Sport                                  | Piers Masarati Vic Rice                       | Porsche 911 GT3-R           | P     | 69            |
| 23     | GT        | 61 | P.K. Sport                                  | Piers Masarati Vic Rice                       | Porsche 3.6L Flat-6         | P     | 69            |
| 24     | GT        | 42 | Orbit Racing                                | Leo Hindery Joe Policastro Joe Policastro Jr. | Porsche 911 GT3-RS          | M     | 68            |
| 24     | GT        | 42 | Orbit Racing                                | Leo Hindery Joe Policastro Joe Policastro Jr. | Porsche 3.6L Flat-6         | M     | 68            |
| 25     | LMP675    | 18 | Essex Racing                                | James Gue Jason Workman                       | Lola B2K/40                 | P     | 68            |
| 25     | LMP675    | 18 | Essex Racing                                | James Gue Jason Workman                       | Nissan (AER) VQL 3.0L V6    | P     | 68            |
| 26     | LMP675    | 64 | Downing Atlanta Inc.                        | Jim Downing Howart Katz                       | WR LMP-02                   | D     | 67            |
| 26     | LMP675    | 64 | Downing Atlanta Inc.                        | Jim Downing Howart Katz                       | Mazda R26B 2.6L 4-Rotor     | D     | 67            |
| 27     | GTS       | 17 | Carsport America                            | Tom Weickardt Joe Ellis Romeo Kapudija        | Dodge Viper GTS-R           | P     | 64            |
| 27     | GTS       | 17 | Carsport America                            | Tom Weickardt Joe Ellis Romeo Kapudija        | Dodge 8.0L V8               | P     | 64            |
| 28     | LMP675    | 37 | Intersport Racing                           | Jon Field Duncan Dayton                       | MG-Lola EX257               | G     | 60            |
| 28     | LMP675    | 37 | Intersport Racing                           | Jon Field Duncan Dayton                       | MG (AER) XP20 2.0L Turbo I4 | G     | 60            |
| 29     | LMP675    | 56 | Team Bucknum Racing                         | Jeff Bucknum Bryan Willman Chris McMurry      | Pilbeam MP91                | D     | 59            |
| 29     | LMP675    | 56 | Team Bucknum Racing                         | Jeff Bucknum Bryan Willman Chris McMurry      | Willman (JPX) 3.4L V6       | D     | 59            |
| 30 DNF | GT        | 35 | Risi Competizione                           | Anthony Lazzaro Ralf Kelleners                | Ferrari 360 Modena GTC      | M     | 57            |
| 30 DNF | GT        | 35 | Risi Competizione                           | Anthony Lazzaro Ralf Kelleners                | Ferrari 3.6L V8             | M     | 57            |
| 31 NC  | GT        | 24 | Alex Job Racing                             | Jörg Bergmeister Timo Bernhard                | Porsche 911 GT3-RS          | M     | 57            |
| 31 NC  | GT        | 24 | Alex Job Racing                             | Jörg Bergmeister Timo Bernhard                | Porsche 3.6L Flat-6         | M     | 57            |
| 32 DNF | GT        | 60 | P.K. Sport                                  | Robin Liddell Alex Davison                    | Porsche 911 GT3-RS          | P     | 51            |
| 32 DNF | GT        | 60 | P.K. Sport                                  | Robin Liddell Alex Davison                    | Porsche 3.6L Flat-6         | P     | 51            |
| 33 DNF | GT        | 43 | Orbit Racing                                | Marc Lieb Peter Baron                         | Porsche 911 GT3-RS          | M     | 37            |
| 33 DNF | GT        | 43 | Orbit Racing                                | Marc Lieb Peter Baron                         | Porsche 3.6L Flat-6         | M     | 37            |
| 34 DNF | GT        | 29 | JMB Racing USA                              | Peter Kutemann Philip Shearer                 | Ferrari 360 Modena GTC      | P     | 26            |
| 34 DNF | GT        | 29 | JMB Racing USA                              | Peter Kutemann Philip Shearer                 | Ferrari 3.6L V8             | P     | 26            |
| 35 DNF | GT        | 28 | JMB Racing USA                              | Stéphane Grégoire Iradj Alexander             | Ferrari 360 Modena GTC      | P     | 26            |
| 35 DNF | GT        | 28 | JMB Racing USA                              | Stéphane Grégoire Iradj Alexander             | Ferrari 3.6L V8             | P     | 26            |
| 36 DNF | LMP675    | 16 | Dyson Racing                                | Butch Leitzinger James Weaver                 | MG-Lola EX257               | G     | 8             |
| 36 DNF | LMP675    | 16 | Dyson Racing                                | Butch Leitzinger James Weaver                 | MG (AER) XP20 2.0L Turbo I4 | G     | 8             |
| DNS    | GTS       | 71 | Carsport America                            | Jeff Altenburg Jean-Philippe Belloc           | Dodge Viper GTS-R           | P     | -             |
| DNS    | GTS       | 71 | Carsport America                            | Jeff Altenburg Jean-Philippe Belloc           | Dodge 8.0L V10              | P     | -             |